# Kulki waginalne

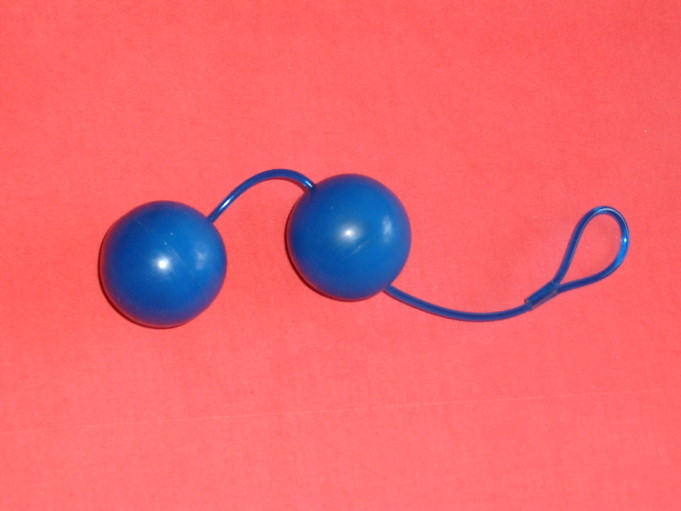
Kulki waginalne

Kulki waginalne (zwane inaczej kulkami gejszy, Ben-Wa balls, rin-no-tama) – gadżet erotyczny skierowany do kobiet oraz trenażer mięśni przepony miednicy.
Znane od IV wieku, gdy pojawiły się w Japonii. Wykonywano je także w Tajlandii i Chinach.

## Trening
Trening polega na wprowadzeniu kulek do pochwy i noszeniu ich podczas codziennych czynności. Dla lepszych efektów treningu z użyciem kulek waginalnych zaleca się wykonywanie ruchów miednicą przód - tył i na boki. Do rozedrgania kulek waginalnych wystarczy energiczny chód. Dobrze jest z nimi uprawiać bieg, taniec lub zajęcia fitness.
Rozpoczyna się od kilku-kilkunastu minut dziennie, a po przyzwyczajeniu się do ciężaru kulek, stosując gadżet z bezpiecznego materiału kobieta może dojść do 2-3 godzin dziennie.
Najpopularniejsze są kulki podwójne, jednak niektórzy producenci oferują też wersję pojedynczą.  Można dostać zestawy "treningowe", które przewidują możliwość zmiany ciężaru stosowanych kulek przy kolejnych ćwiczeniach wzmacniających. Produkuje się je z rozmaitych materiałów. Najbezpieczniejszym, z uwagi na dłuższe niż w przeciętnym gadżecie erotycznym stosowanie (do kilku godzin), jest silikon medyczny - choć producenci oferują też kulki z innych materiałów. Kobiety z wrażliwą na stymulację pochwą mogą ponadto odczuwać przyjemność ze stosowania kulek waginalnych. Dla celów erotycznych produkowane są kulki z wibratorami.
Kulki waginalne zalecane są przez położne, ginekologów i seksuologów, gdyż pozwalają przywrócić sprawność mięśni Kegla u kobiet po porodzie i umożliwiają utrzymanie dobrej kondycji tychże mięśni u kobiet w okresie pomenopauzalnym. Regularne treningi przy użyciu kulek waginalnych zwiększają u kobiet sprawność mięśni dna miednicy, co w znaczący sposób podnosi komfort współżycia seksualnego - podczas stosunku waginalnego kobieta intensywniej odbiera bodźce erotyczne i równie intensywnych bodźców dostarcza partnerowi.

## Galeria

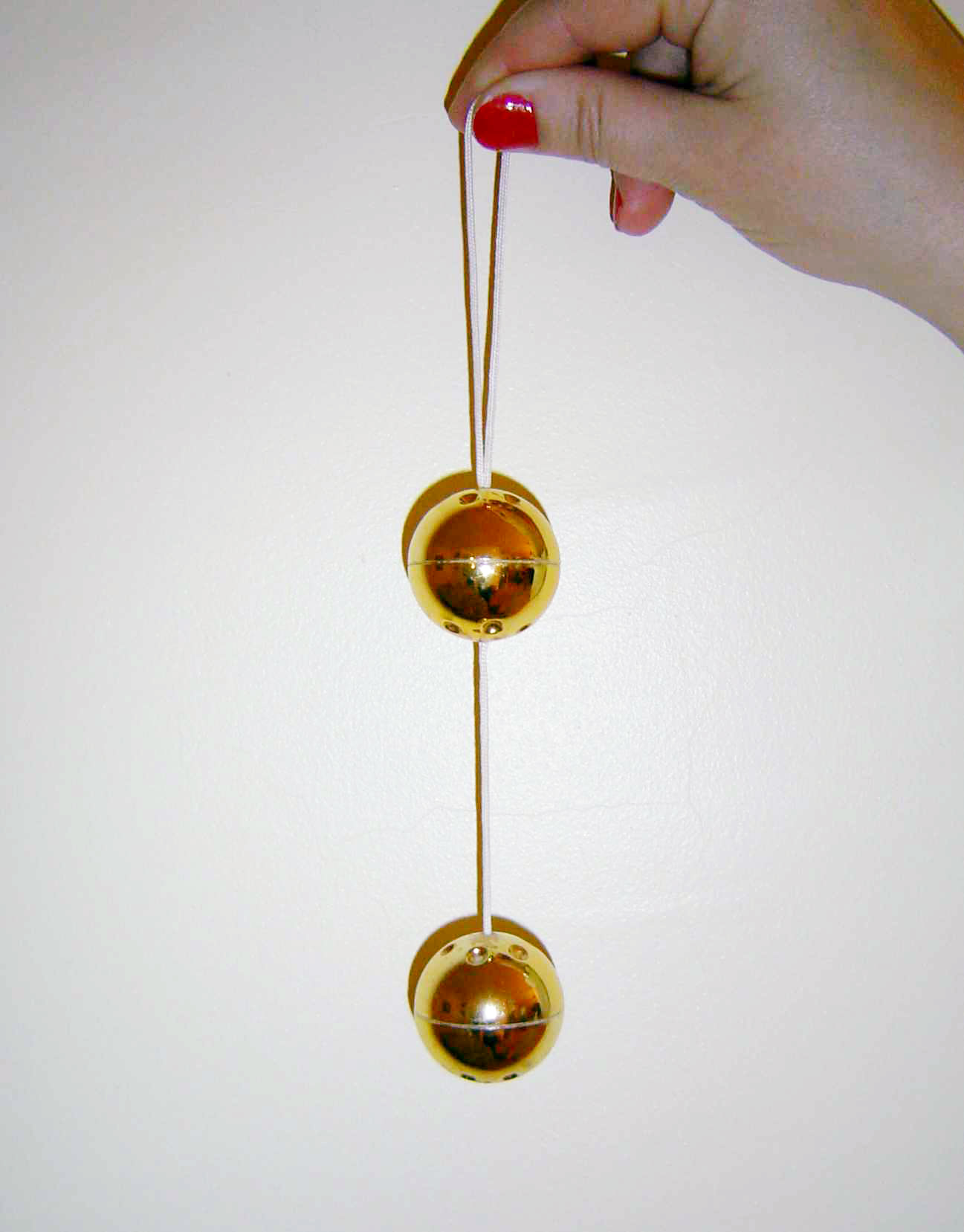
Złote kulki waginalne
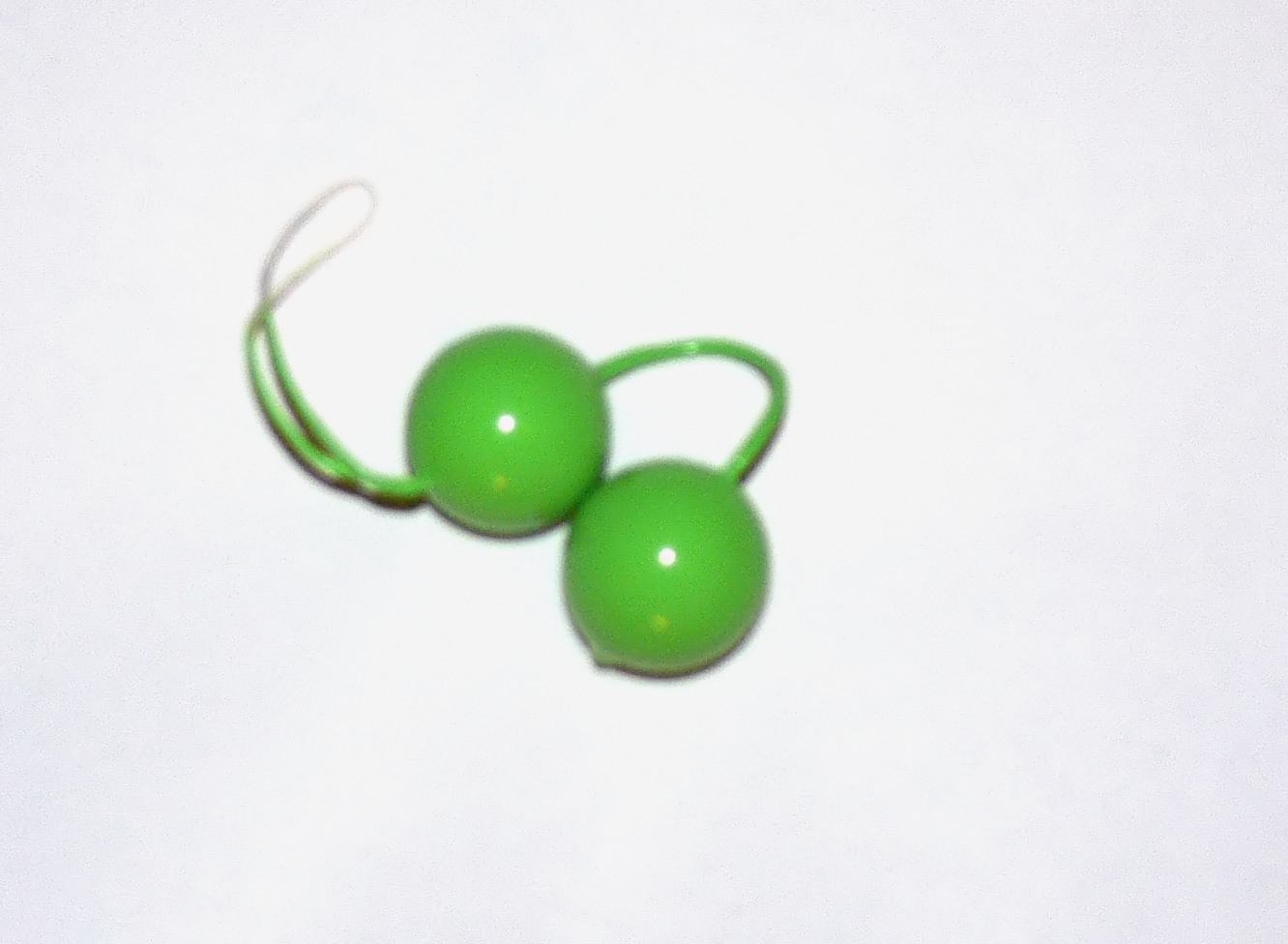
Zwyczajne kulki waginalne